# Robin Mouton
Robin Mouton (4 agosto 1989) è un giocatore di football americano francese che gioca come defensive end per i Cougars de Saint-Ouen-l'Aumône.
Ha iniziato a giocare nel 2011 nella seconda squadra dei Cougars de Saint-Ouen-l'Aumône, passando in prima squadra dal 2013.

## Palmarès
- 1 World Games (2017)